# King Talal Dam
King Talal Dam (arabiska: سد الملك طلال) är en dammbyggnad i Jordanien.   Den ligger i guvernementet Balqa, i den norra delen av landet, 29 km nordväst om huvudstaden Amman. King Talal Dam ligger 167 meter över havet.
Terrängen runt King Talal Dam är huvudsakligen kuperad. King Talal Dam ligger nere i en dal som går i öst-västlig riktning. Runt King Talal Dam är det tätbefolkat, med 790 invånare per kvadratkilometer. Närmaste större samhälle är ‘Ajlūn, 16,5 km norr om King Talal Dam. Trakten runt King Talal Dam består till största delen av jordbruksmark.